# Заозерненська сільська рада (Тульчинський район)
| Заозерненська сільська рада — колишній орган місцевого самоврядування у Тульчинському районі Вінницької області з адміністративним центром у с. Заозерне. Сільській раді були підпорядковані населені пункти: - с. Заозерне - с. Василівка |

## Склад ради
Рада складалася з 18 депутатів та голови.

## Керівний склад сільської ради
| ПІБ                          | Основні відомості                                                                       | Дата обрання | Дата звільнення |
| ---------------------------- | --------------------------------------------------------------------------------------- | ------------ | --------------- |
| Марцинюк Василь Григорович   | Сільський голова, 1951 року народження, освіта, член Соціалістичної партії України      | 26.03.2006   | 31.10.2010      |
| Олійчук Олександр Сергійович | Сільський голова, 1965 року народження, освіта середня спеціальна, член Партії регіонів | 31.10.2010   |                 |

Примітка: таблиця складена за даними джерела